# (129746) 1999 CE119
(129746) 1999 CE119 est un objet transneptunien du groupe des plutinos.

## Caractéristiques
1999 CE119 mesure environ 80 km de diamètre.

## Orbite
L'orbite de 1999 CE119 possède un demi-grand axe de 39,147 ua et une période orbitale d'environ 245 ans. Son périhélie l'amène à 28,755 ua du Soleil et son aphélie l'en éloigne de 49,539 ua. Il s'agit d'un plutino.

## Découverte
1999 CE119 a été découvert le 10 février 1999.